# Golda
Golda (in ebraico: גוֹלְדָא) è un nome proprio di persona yiddish femminile.

## Varianti
- Femminili: Goldie[1]

## Origine e diffusione

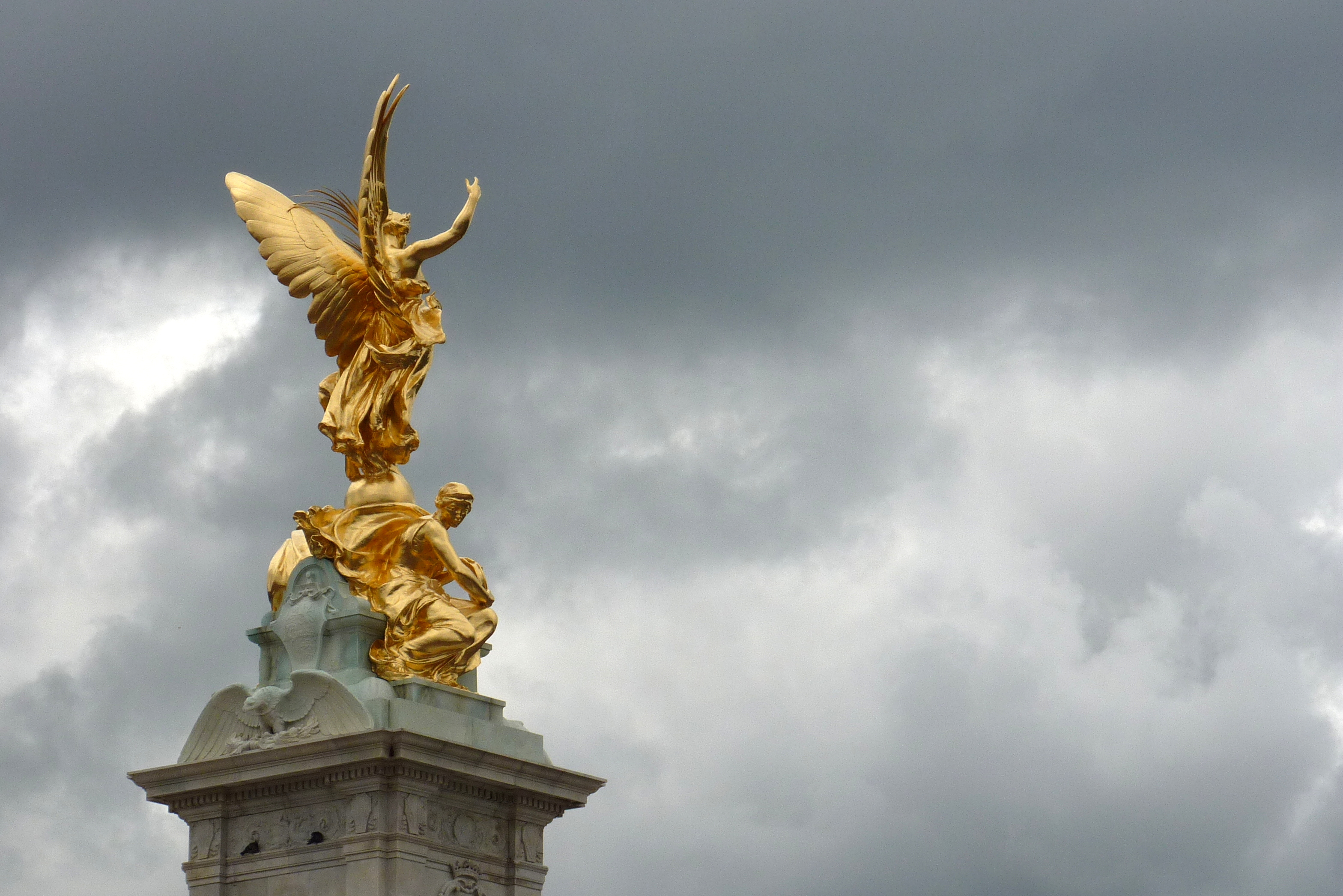
Una statua dorata (il Victoria Memorial a Londra)

Deriva dal termine yiddish גאָלד (gold), a sua volta diretta ripresa del tedesco gold ("oro"). Il significato, "dorata", è analogo a quello dei nomi Aurelia, Zlatan, Oriana, Kim e Criseide.
La variante Goldie coincide con un nome inglese, in origine un soprannome per una persona coi capelli biondi, anch'esso comunque derivato da gold.

## Onomastico
Il nome è adespota, non essendoci sante che lo abbiano portato; l'onomastico può essere festeggiato eventualmente il 1º novembre, festa di Ognissanti.

## Persone
- Golda Meir, politica israeliana

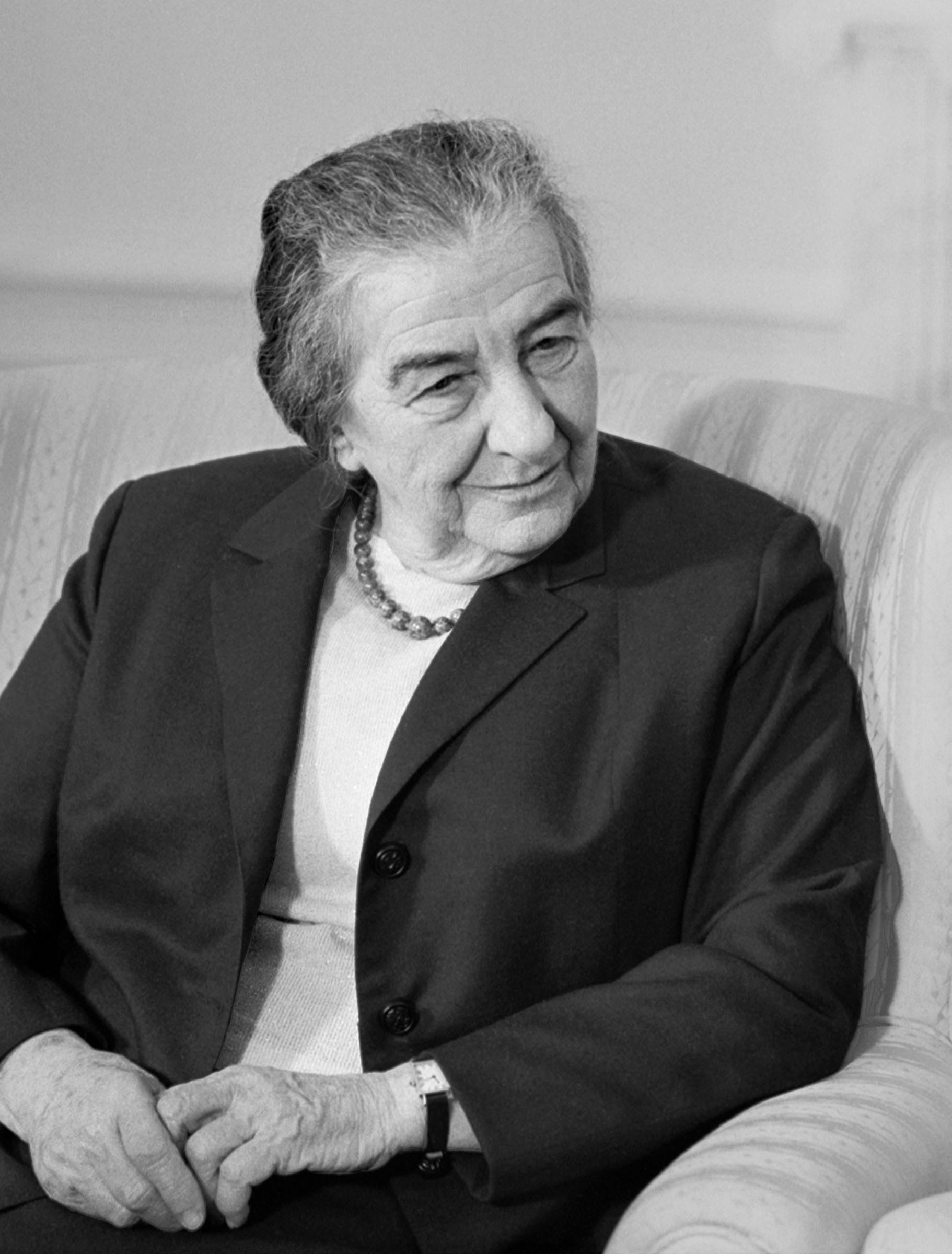
Golda Meir

- Golda Rosheuvel, attrice guyanese naturalizzata britannica

### Variante Goldie
- Goldie Colwell, attrice statunitense
- Goldie Hawn, attrice, regista e cantante statunitense
- Goldie Hill, cantautrice statunitense

## Il nome nelle arti
- Goldie è un personaggio del film Sin City.
- Goldie Gold è un personaggio della serie animata Goldie Gold e Action Jack.